# درخت کافور (سرده)
درخت کافور (نام علمی: Cinnamomum) نام یک سرده از تیره برگ‌بوئیان است.